# Øresund (métro de Copenhague)
Pour l’article homonyme, voir Øresund.
Øresund est une station du métro de Copenhague.

## Situation ferroviaire
Øresund est une station de la ligne M2. Elle a été inaugurée le 28 septembre 2007.

## À proximité
- Amager Strandpark : plage